# Hòn Chồng

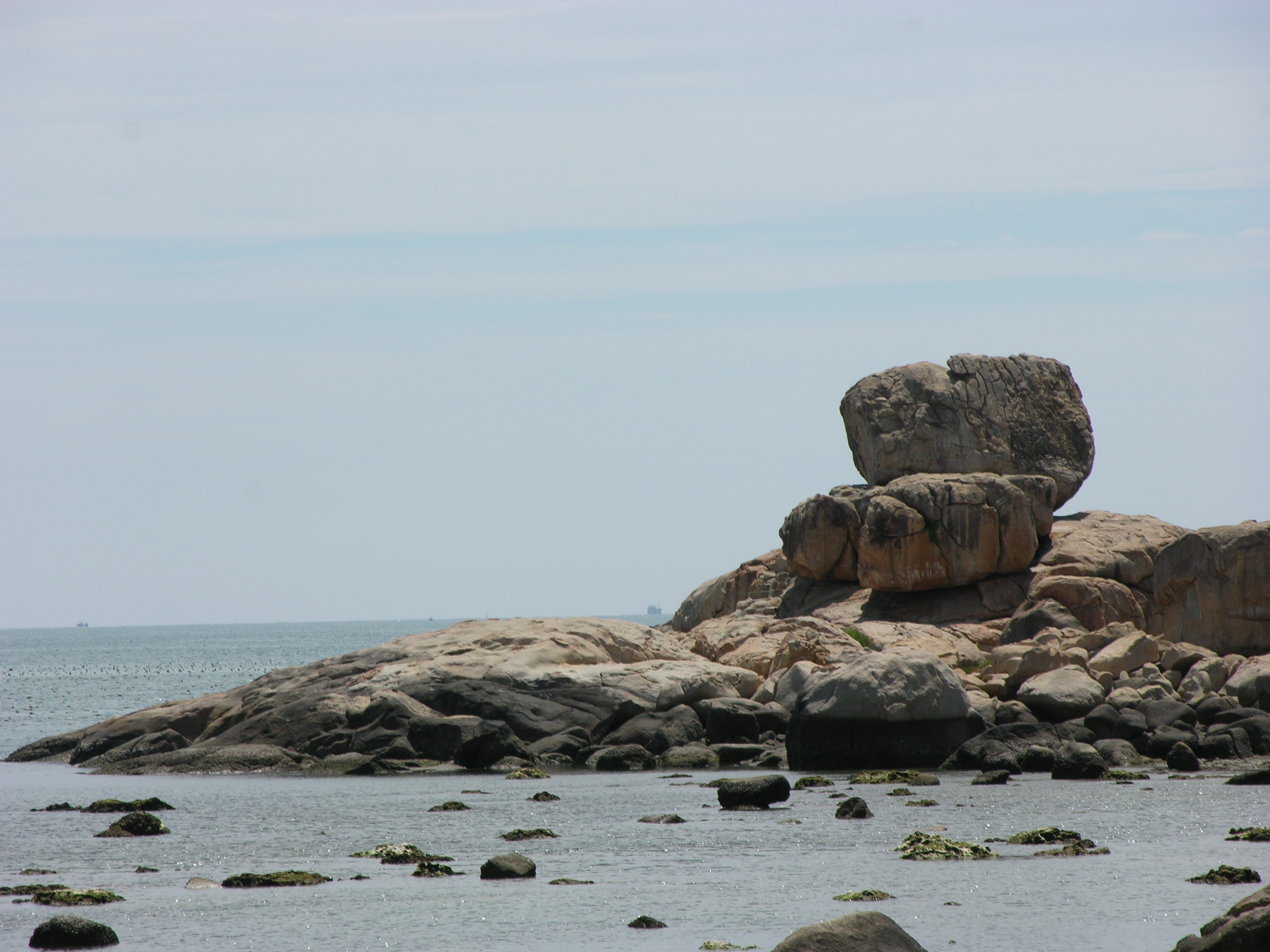
Hòn Chồng nhìn từ phía bãi tắm Cô Tiên.

Hòn Chồng là một thắng cảnh tự nhiên ở thành phố Nha Trang, thuộc khóm Hòn Chồng, phường Vĩnh Phước. Khu vực này là một bãi đá được xếp chồng lên nhau một cách tự nhiên, ngoài ra còn có Hòn vợ ở gần đó và Hội quán vịnh Nha Trang có dạng nhà rường Huế được xây ở phía trên.

## Miêu tả

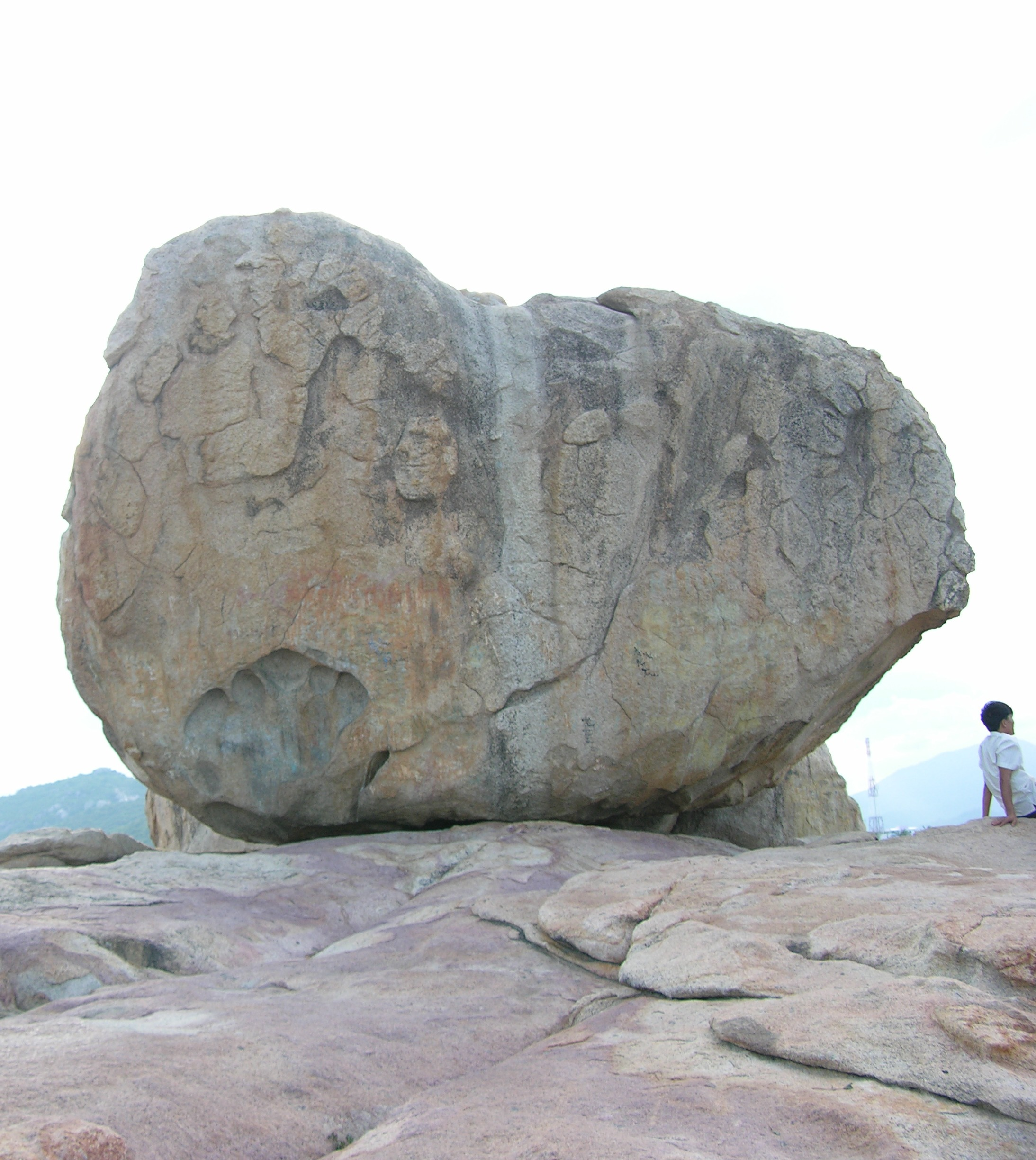
Hòn đá lớn nhất với vết lõm hình bàn tay.

Hòn Chồng gồm 2 cụm đá lớn nằm bên bờ biển dưới chân đồi La-san, có thể được tạo nên do sự xâm thực của thủy triều lên ngọn đồi này. Cụm đá lớn ở ngoài biển gọi là Hòn Chồng, gồm một khối đá lớn vuông vức nằm trên một tảng đá bằng phẳng và rộng hơn, phía mặt đá quay ra biển có một vết lõm hình bàn tay rất lớn. Tục truyền rằng, thuở xưa ông khổng lồ ngồi câu cá nơi đây, có một con cá cũng khổng lồ cắn câu lôi đi, ông phải kéo lại, tay cầm cần câu, tay tì vào tảng đá lấy đà khiến bàn tay ấn vào đá và để lại dấu như đã thấy. Theo một truyền thuyết khác, xưa có một người khổng lồ đến xứ này ngoạn cảnh, gặp bầy tiên nữ đang tắm, ông dừng lại say sưa ngắm và vô tình trượt chân ngã, ông vội bám tay vào núi khiến sườn núi sụp đổ, đá văng xuống để lại vết tay ông hằn trên đá. Dấu chân trượt ngã đủ năm ngón cũng để lại dấu tích ở khu vực Suối Tiên.
Đi giữa bãi đá còn nhiều tảng đá chồng chất kỳ lạ như cảnh hai hòn đá dựng đứng, giữa có chẹt một hòn đá lớn như cái cổng qua một cụm đá khác. Cụm đá thứ hai có hình dáng một người phụ nữ ngồi trông ra biển - được đặt một cái tên có ý nghĩa gần gũi với Hòn Chồng - đó là Hòn Vợ, cụm đá này ít được du khách để ý hơn.
Đứng trên Hòn Chồng nhìn ra xa là Hòn Yến, quay về bên phải là Cảng Cầu Đá, Hòn Tre và bờ biển Nha Trang dài tới 6 km. Khuất bên mũi đồi Lasan, nhô ra biển là cửa sông Nha Trang, bến cá Cù Lao. Nhìn từ phía Hòn Chồng phía bên kia là núi Cô Tiên. Từ vị trí bên Hòn Chồng sẽ nhìn rất rõ Hòn Đỏ (nơi đặt ngôi chùa) ở phía xa.
Ngoài ra, ở mặt đường trên đường đi xuống Hòn Chồng còn có Hội quán Vịnh Nha Trang, nơi trưng bày nhiều tranh ảnh về Hòn Chồng và các thắng cảnh ở Nha Trang. Hội quán được thiết kế theo phong cách nhà rường Huế.

## Hình ảnh khác

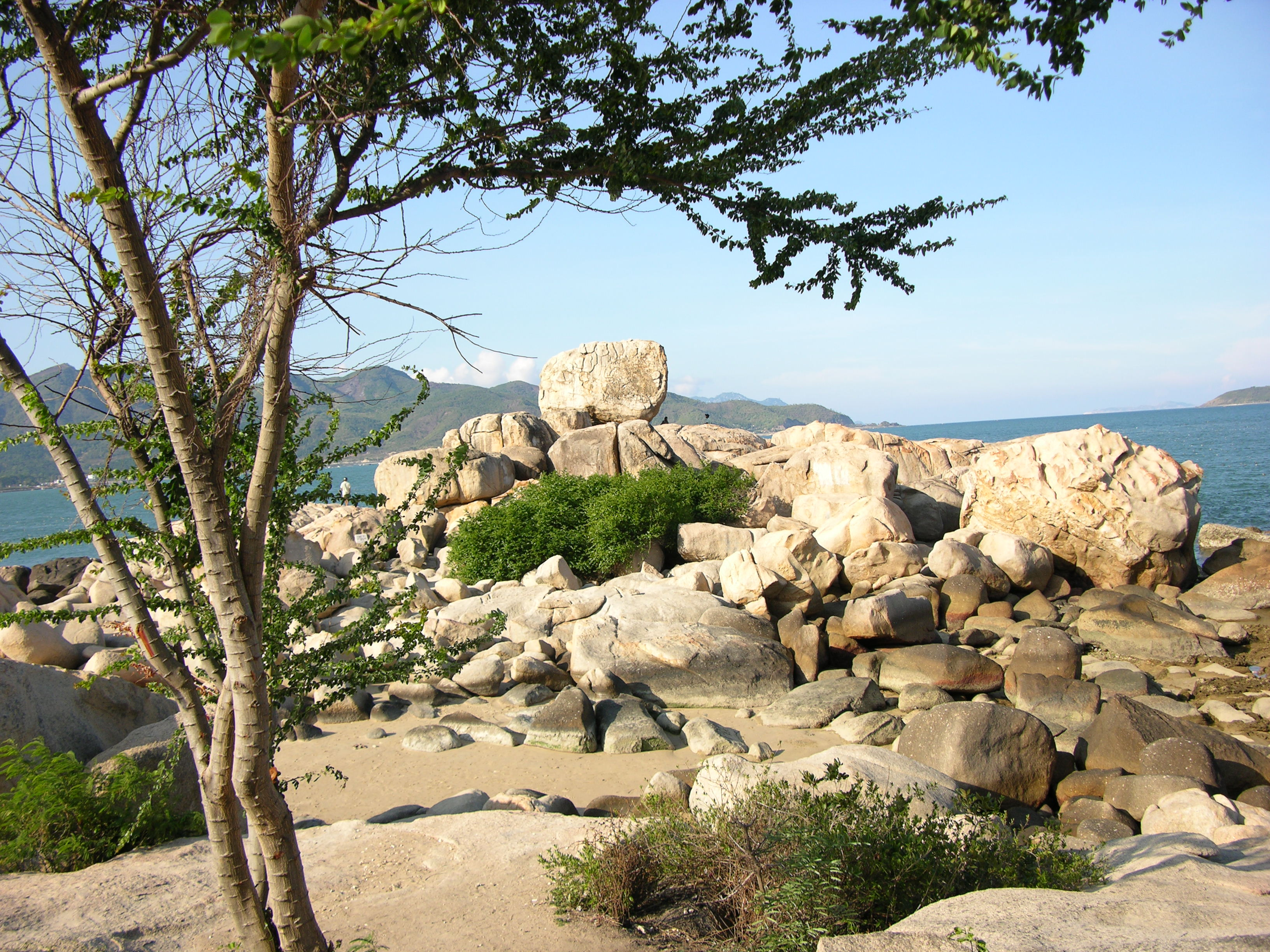
Hòn Chồng nhìn từ vách núi
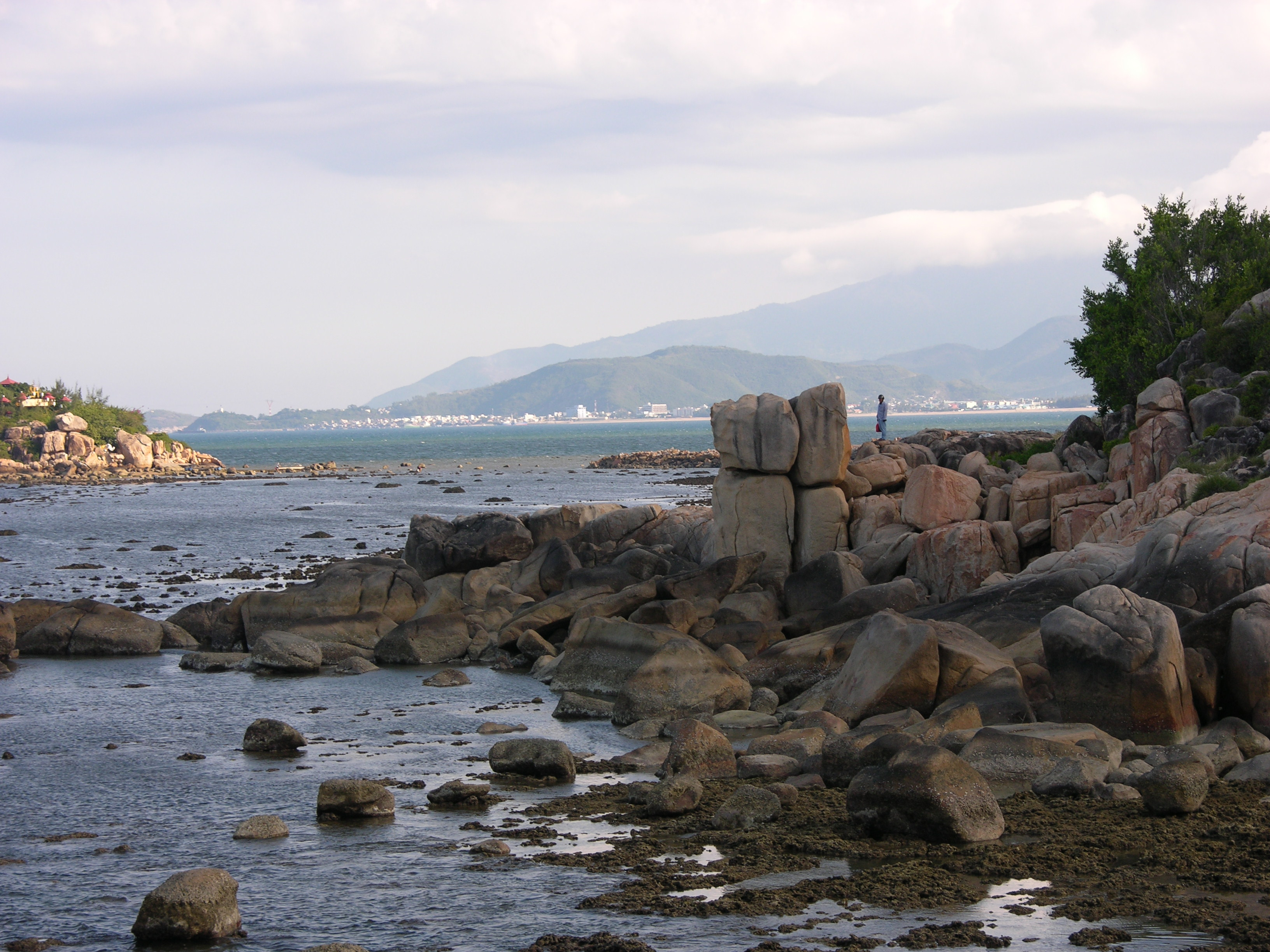
Hòn vợ
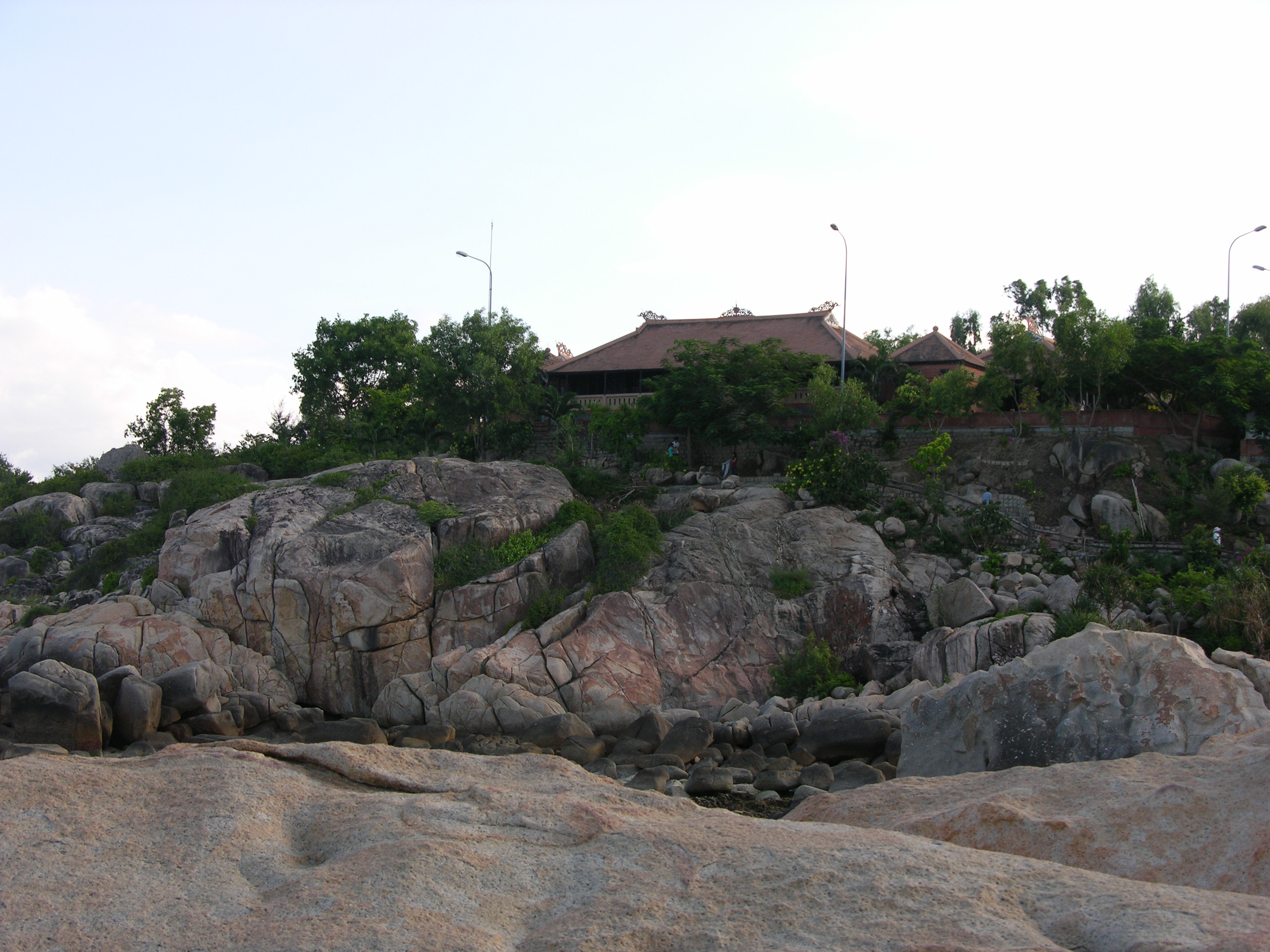
Hội quán Vịnh Nha Trang nhìn phía Hòn Chồng